# 库尔塞勒苏图瓦
库尔塞勒苏图瓦（法語：Courcelles-sous-Thoix，法語發音：[kuʁsɛl su twa]，意为“图瓦下方的库尔塞勒”）是法国上法蘭西大區索姆省的一个市镇，属于亚眠区。

## 地理
库尔塞勒苏图瓦（49°43'20"N, 2°4'45"E）面积4.37 平方千米，位于法国上法蘭西大區索姆省，该省份为法国北部沿海省份，北起加来海峡省和北部省，西接滨海塞纳省和大西洋英吉利海峡，南至瓦兹省，东临埃纳省。
与库尔塞勒苏图瓦接壤的市镇（或旧市镇、城区）包括：贝勒斯、布拉西、孔特尔、弗勒里、桑特利、图瓦。

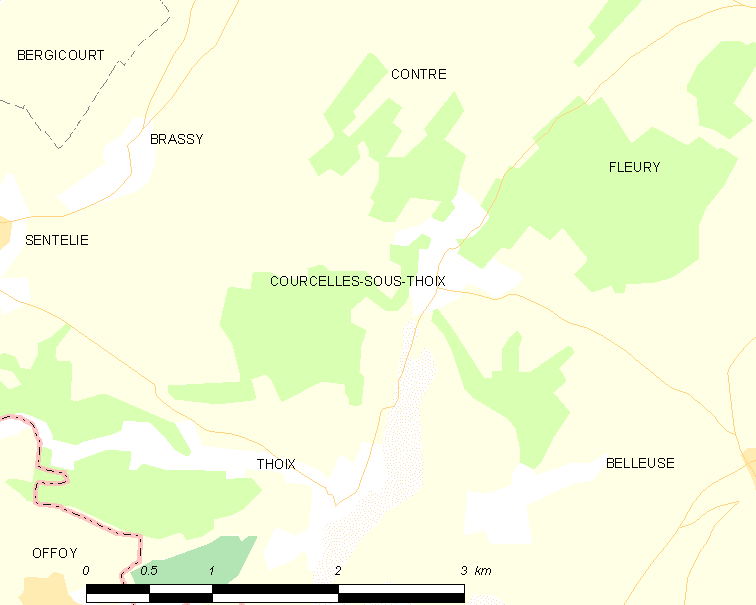
库尔塞勒苏图瓦的OSM定位图

库尔塞勒苏图瓦的时区为UTC+01:00、UTC+02:00（夏令时）。

## 行政
库尔塞勒苏图瓦的邮政编码为80160，INSEE市镇编码为80219。

## 政治
库尔塞勒苏图瓦所属的省级选区为努瓦河畔阿伊县。

## 人口

1962-2008年间库尔塞勒苏图瓦人口变化图示

库尔塞勒苏图瓦于2022年1月1日时的人口数量为66人。